# Supercopa d'Espanya de futbol 2023
La Supercopa d'Espanya 2022–23 va ser la 39a edició de la Supercopa d'Espanya, una competició anual de futbol per a clubs del sistema de lliga espanyola de futbol que van tenir èxit en les seves principals competicions la temporada anterior. Va ser disputada a Riad, Aràbia Saudita.

## Qualificació
El torneig comptava amb els guanyadors i subcampions de la Copa del Rei 2021-22 i de la Lliga 2021-22.

### Equips classificats
Els quatre equips següents es van classificar per al torneig.
| Equip        | Mètode de qualificació               | Participació | Última aparició com a | Altres anys  | Altres anys | Altres anys    |
| Equip        | Mètode de qualificació               | Participació | Última aparició com a | Guanyador(s) | Subcampions | Semifinalistes |
| ------------ | ------------------------------------ | ------------ | --------------------- | ------------ | ----------- | -------------- |
| Reial Betis  | Guanyador de la Copa del Rei 2021-22 | 2n           | Subcampió 2005        | –            | 1           | –              |
| Reial Madrid | Guanyador de la Lliga 2021-22        | 19è          | Guanyador 2021-22     | 12           | 5           | 1              |
| València CF  | Subcampió de la Copa del Rei 2021-22 | 6è           | Semifinalista 2019-20 | 1            | 3           | 1              |
| FC Barcelona | Subcampió de la Lliga 2021–22        | 27è          | Semifinalista 2021-22 | 13           | 11          | 2              |

## Partits
- Els horaris indicats són UTC+3.
- Els tres partits se celebren a l'Estadi Internacional Rei Fahd de Riad, Aràbia Saudita.[3]

### Quadre
|  | Semifinals           | Semifinals   |                      |       | Final | Final |
|  |                      |              |                      |       |       |       |
|  | 11 gener 2023 – Riad |              |                      |       |       |       |
|  |                      |              |                      |       |       |       |
|  | Reial Madrid (p)     | 1 (4)        |                      |       |       |       |
|  | Reial Madrid (p)     | 1 (4)        | 15 gener 2023 – Riad |       |       |       |
|  | València CF          | 1 (3)        |                      |       |       |       |
|  | València CF          | 1 (3)        | Reial Madrid         | 1     |       |       |
|  | 12 gener 2023 – Riad |              | Reial Madrid         | 1     |       |       |
|  |                      | FC Barcelona | 3                    |       |       |       |
|  | Reial Betis          | FC Barcelona | 3                    | 2 (2) |       |       |
|  | Reial Betis          |              |                      | 2 (2) |       |       |
|  | FC Barcelona (p)     | 2 (4)        |                      |       |       |       |
|  | FC Barcelona (p)     | 2 (4)        |                      |       |       |       |

### Semifinal
| Reial Madrid                         | 1–1 (pr.) | València CF                                   |
| ------------------------------------ | --------- | --------------------------------------------- |
| Benzema 39' (pen.)                   | Informe   | Lino 46'                                      |
| Tanda de penals                      |           |                                               |
| * Benzema - Modrić - Kroos - Asensio | 4–3       | * Cavani - Cömert - Moriba - Guillamón - Gayà |

| Reial Betis                                | 2–2 (pr.) | FC Barcelona                          |
| ------------------------------------------ | --------- | ------------------------------------- |
| * Fekir 77' - Loren 101'                   | Informe   | * Lewandowski 40' - Fati 93'          |
| Tanda de penals                            |           |                                       |
| * Willian José - Loren - Juanmi - Carvalho | 2–4       | * Lewandowski - Kessié - Fati - Pedri |

### Final
| Reial Madrid    | 1–3     | FC Barcelona                             |
| --------------- | ------- | ---------------------------------------- |
| * Benzema 90+3' | Informe | * Gavi 33' - Lewandowski 45' - Pedri 69' |

| Campió Supercopa d'Espanya 2023 |
| ------------------------------- |
| FC Barcelona 14è títol          |